# Petro Chouliak
Petro Ivanovytch Chouliak (en ukrainien Петро Іванович Шуляк), né le 29 mars 1945 est un militaire ukrainien, commandant des forces terrestres d'Ukraine de 1998 à 2001 puis chef de l'Etat-major général de l'Armée ukrainienne en 2001 et 2002.

## Biographie
Il a fait des études en 1967 à l'école militaire Frunze de Kiev puis de l'école militaire d'état-major en 1988.
Il fit une partie de son service dans les Forces armée soviétiques, puis le 30 janvier 1992 il fut licencié avec la dissolution de l'URSS Constantin Morozov, ministre de la défense ukrainien le nommait commandant de la 13e armée, stationnée en Ukraine, il devint ensuite chef du district des Carpathes.
Il était membre du Service de sécurité d'Ukraine de 2002 à 2004.
Il a été démis de ses fonctions par le président Leonid Koutchma à la suite de l'Accident du meeting aérien de Sknyliv le 15 juillet 2004.